# Gerhardov hrib
Gerhardov hrib (madžarsko Gellért-hegy) je 235 m visok hrib nad Donavo, ena izmed znamenitosti Budimpešte. Dviga se nad grajskim okrožjem med Elizabetinim mostom in Mostom svobode. Hrib se imenuje po škofu Gerhardu, ki ga je iz Italije poklical kralj Štefan, da bi pomagal pokristjanjevati Madžare. Mogočni kip svetnika, ki ga obkroža polkrožna kolonada, gleda na Elizabetin most z mesta, kjer naj bi ga skupina prepričanih poganov zaprla v sod in usmrtila med uporom nekaj let po kraljevi smrti. Pod kipom teče umeten slap. 
Citadela, ki stoji na vrhu hriba, je trdnjava iz belega kamna, zgradili pa so jo Avstrijci, da bi ustrahovali prebivalstvo po vojni za neodvisnost v letih 1848 - 1849. Pozneje so v stene naredili odprtine, ki naj bi simbolizirale vzpostavitev dobrih odnosov po dogovoru iz leta 1867. Danes sta v njej restavracija in hotel. 
Poleg citadele stoji na hribu tudi spomenik svobode, ki so ga postavili v spomin na sovjetsko osvoboditev Budimpešte izpod nacistov leta 1945. Napis na podstavku je v ruščini in pomeni »Osvoboditeljem – sovjetskim junakom hvaležno madžarsko ljudstvo«. Kip socialistične junakinje, ki v obeh rokah drži palmo, je eden od simbolov mesta. 
Hotel Gellert ob vznožju hriba je zgrajen v secesijskem slogu, nekoč pa je bil generalštab madžarskega diktatorja.